# Abdij van Liessies

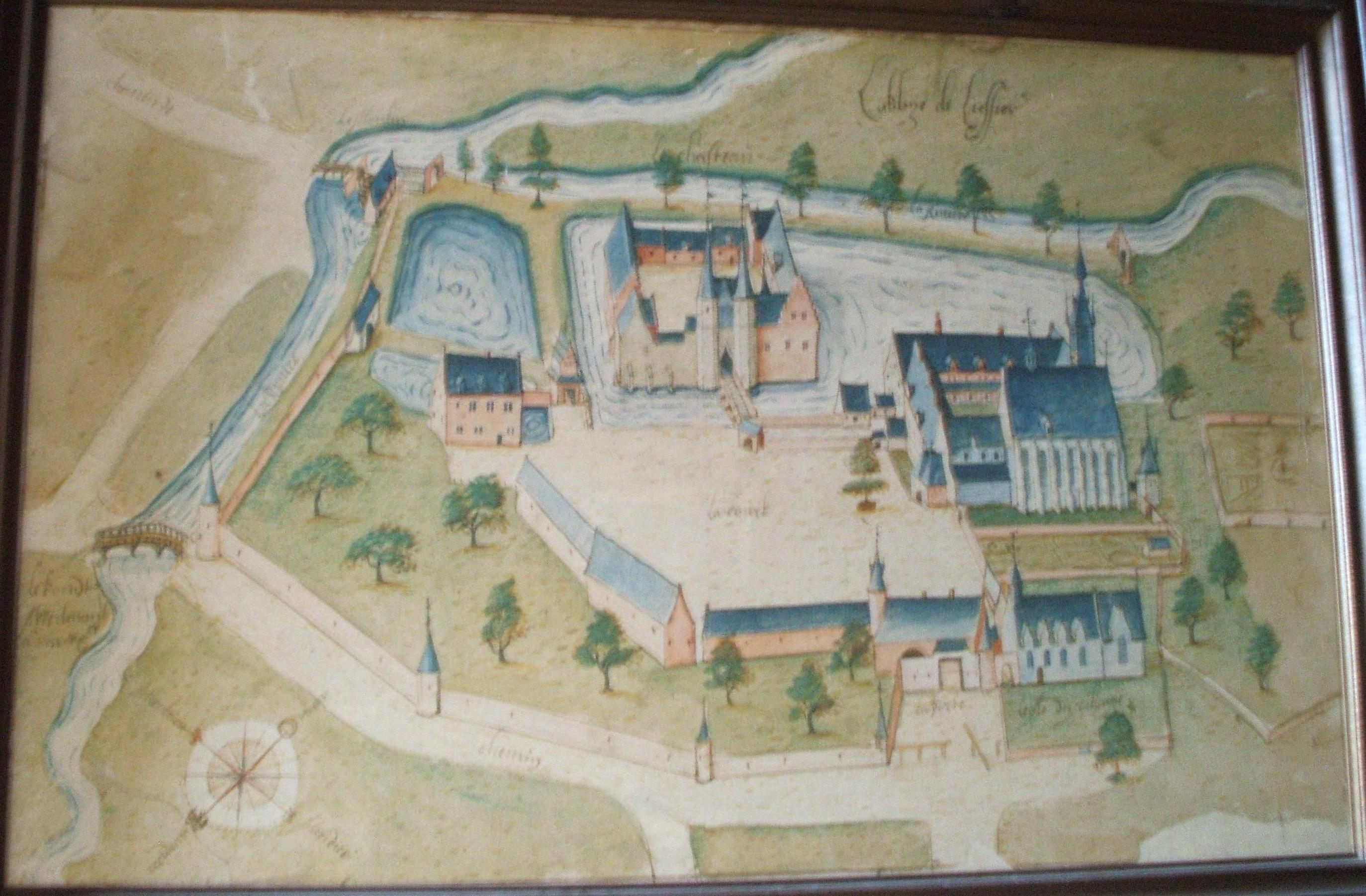
plan van de abdij

De abdij van Liessies was een benedectijnerabdij gesticht in 751 in Liessies, Frans-Henegouwen. De abdij lag aan de rivier de Helpe, een zijrivier van de Samber, op enkele kilometers van Belgisch Henegouwen. In 1791 liet het Franse revolutionaire bewind de abdij afbreken en alles verkopen. De huidige parochiekerk van Liesses bevat nog enkele voorwerpen en kunstwerken uit de abdij.

## Geschiedenis
Wilbert, graaf van Poitou, sloeg op de vlucht voor de hertog van Aquitanië. Van Pepijn de Korte kreeg hij land tussen Molhain en Vaux-en-Arrouaise. In 751 begon hij met de bouw van een abdij, gewijd aan Lambertus van Maastricht. Als eerste abt stelde hij zijn zoon Gontrad aan.
In 881 werden alle monniken door de Noormannen gedood of ontvoerd. De goederen van de abdij en de kerk kwamen in handen van naburige heren. De benedictijnse abdij werd ergens tussen 1095 and 1110 gesticht door Theodoric van Avesnes. De streek, gelegen op de toenmalige grens tussen Frankrijk en het Heilige Roomse Rijk, had veel te lijden onder de Honderdjarige Oorlog. In 1339 liet Eduard III van Engeland Avesnes-sur-Helpe en de hele omgeving plunderen. Pas in de 16e eeuw, toen het graafschap Henegouwen onder de Bourgondische hertogen stond, kenden de abdij en de omgeving een nieuwe bloeitijd. Lodewijk van Blois (Blosius), een in Vlaanderen opgeleid mysticus, werd er abt in 1530 en voerde een streng ascetisch beleid. De zes volgende abten, waaronder Antonius Winghe, zouden dezelfde hoge normen aangehouden hebben. Maar van de 41e abt, Lambert Bouillon, wordt gezegd dat hij de gelden van de abdij verspilde.
Bij de afschaffing in 1791 moest de laatste abt, Marc Verdier, de abdij verlaten. Verschillende waardevolle schilderijen, waarvoor de abdij gekend was, werden verbrand. De overheid verkocht de abdij en de nieuwe eigenaars, de familie Lhomme, lieten de meeste gebouwen afbreken.